# Distretto di Pehlivanköy
Il distretto di Pehlivanköy è uno dei distretti della provincia di Kırklareli, in Turchia.